# آبلائوو (شهرستان تویمازینسکی، باشقیرستان)
آبلائوو (انگلیسی: Ablaevo, Tuymazinsky District, Bashkortostan) یک شهرک در شهرستان تویمازینسکی استان باشقیرستان کشور روسیه است.